# Język japoński

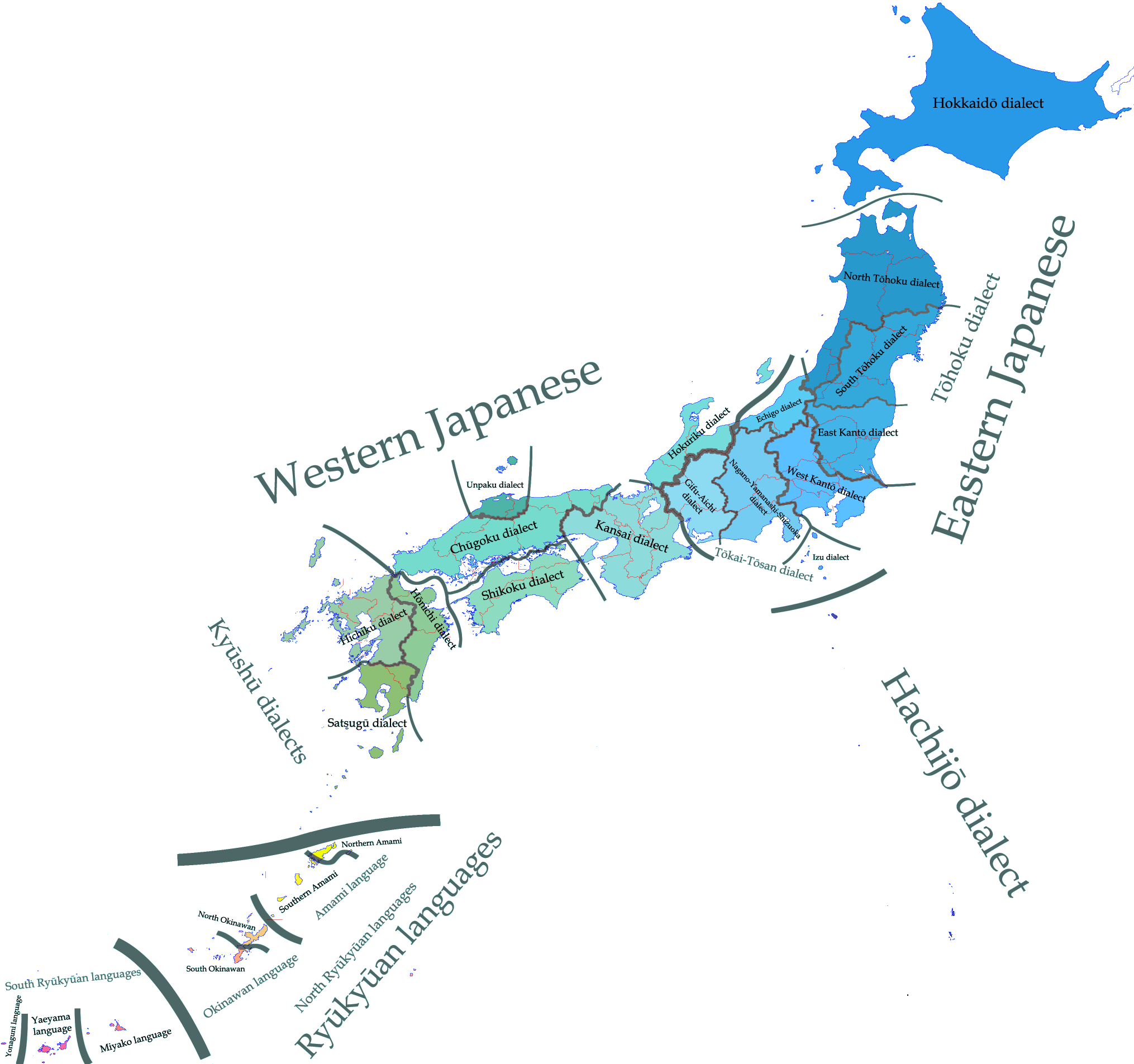
Mapa dialektów japońskich

Język japoński (jap. 日本語 nihon-go) – język używany przez ok. 130 mln mieszkańców Japonii oraz japońskich emigrantów na wszystkich kontynentach.
W Japonii nie ma prawa, które definiowałoby japoński jako język urzędowy Japonii.

## Historia i pochodzenie
Pochodzenie języka japońskiego jest nieznane i jest przedmiotem sporów wśród językoznawców. Wysuwane są hipotezy, jakoby należał on do języków uralo-ałtajskich – jak turecki i mongolski – lub jakoby był spokrewniony z polinezyjskimi. Zauważane są także pewne podobieństwa do koreańskiego jak:
- ogólna struktura,
- harmonia samogłosek,
- brak koniunkcji,
- szerokie zastosowanie języka grzecznościowego.

Jednak wymowa w języku japońskim znacznie różni się od koreańskiej, przez co języki te są wzajemnie niezrozumiałe.
Żadna z hipotez nie zdobyła rozstrzygającego uznania i japoński pozostaje najczęściej używanym językiem, którego pochodzenie nie zostało jednoznacznie ustalone na gruncie lingwistyki.
Adaptacja chińskich znaków od VI wieku była ważnym wydarzeniem w rozwoju języka. Do XII wieku sylabiczne systemy zapisu fonetycznego: hiragana i katakana, zostały ukształtowane z kanji, pozwalając Japończykom na pisanie w swoim ojczystym języku. Z biegiem lat do japońskiego napływały tysiące słów z portugalskiego, holenderskiego, angielskiego oraz chińskiego. Wpływ tych dwóch ostatnich języków jest zdecydowanie największy.
Najstarsze znane teksty to pochodzące z V i VI wieku nazwy własne. Nie mówią jednak one wiele o języku. Najstarsze dłuższe teksty pochodzą z VIII wieku. Są to dwie kroniki nazywane łącznie Ki-Ki. Zostały napisane chińskimi znakami: Kojiki po japońsku, a Nihongi po chińsku. Już wtedy bowiem zaczęto używać znaków chińskich do zapisu wymowy. Klasyczny język pisany, literacki nazywa się bungo (文語). Został on oparty na języku z okresu Heian (794–1185). Nie należy mylić go z klasycznym językiem japońskim.

## Wymowa
Słownictwo japońskie jest zapisywane w transkrypcji Hepburna, używanej w pracach japonistycznych i międzynarodowych publikacjach na całym świecie (także w Wikipedii). Większość spółgłosek i samogłoski (jest ich 5): a, i, u, e, o są wymawiane, jak w języku polskim. Mogą występować w postaci wydłużonej (por. hasło Iloczas), z kreską nad literami: ā, ī, ū, ē, ō.
Spółgłoski: ch, j, sh, ts, z, w, y wymawia się następująco:
- ch → ć lub ci, np. cha – cia
- j → dź lub dzi, np. jā – dziaa
- sh → ś lub si, np. sha – sia
- ts → c lub c-s, np. tsu – cu
- z → dz, np. za – dza
- y → j, np. ya – ja
- w → u lub ł, np. wa – ła
- n → wymawia się w zależności od następującej po nim spółgłoski, przed: „m”, „p”, „b” → wymawia się „m” (stąd kombu, ale w transkrypcji zapis konbu, tempura → tenpura); przed: „n”, „r”, „ts”, „z”, „ch” „j” „t”, „d” → wymawia się „n” (np. tendon, ponzu)[6][8]

Samogłoska u ma charakter „płaski”, co powoduje, że w niektórych słowach nie jest wymawiana, np.:
- suki (quasi-przym., wym. ski) → „lubienie”, „ulubiony”, „upodobanie”;
- sukiyaki → (potrawa kuchni japońskiej, wym. skiyaki);
- sukoshi → trochę, nieco, odrobinę (wym. skoshi);
- -desu (pomocn., wym. des)[2][9].

## Struktura zdania

### Zdania
Japoński jest językiem o szyku wyrazów w zdaniu SOV, tzn. podmiot-dopełnienie-orzeczenie. Zasadniczą część zdania stanowi zazwyczaj:
- orzeczenie imienne rzeczownikowe → Nichiyōbi desu. → Jest niedziela.
- orzeczenie czasownikowe → Kimashita. → Przyszedł.
- orzeczenie przymiotnikowe → Akai desu. → Jest czerwony.

Gdy jest potrzeba wskazania podmiotu gramatycznego, po zaimku lub rzeczowniku dodaje się partykułę ga: Tanaka-san ga kimashita. „Przyszedł pan Tanaka.”
Gdy trzeba wskazać podmiot logiczny, po zaimku lub rzeczowniku dodaje się partykułę wa: Kyō wa nichiyōbi desu. „Dziś jest niedziela.” (Jeśli chodzi o dzień dzisiejszy, to jest to niedziela).
Przed orzeczeniem czasownikowym często występuje:
- dopełnienie → Hon o yomimashita. „Czytałem książkę.”
- okolicznik → San-ji ni kite kudasai. „Proszę przyjść o godzinie trzeciej.”[10][2]

### Opuszczenia

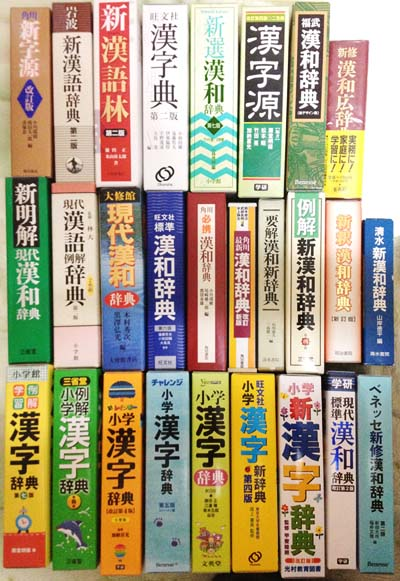
Słowniki książkowe

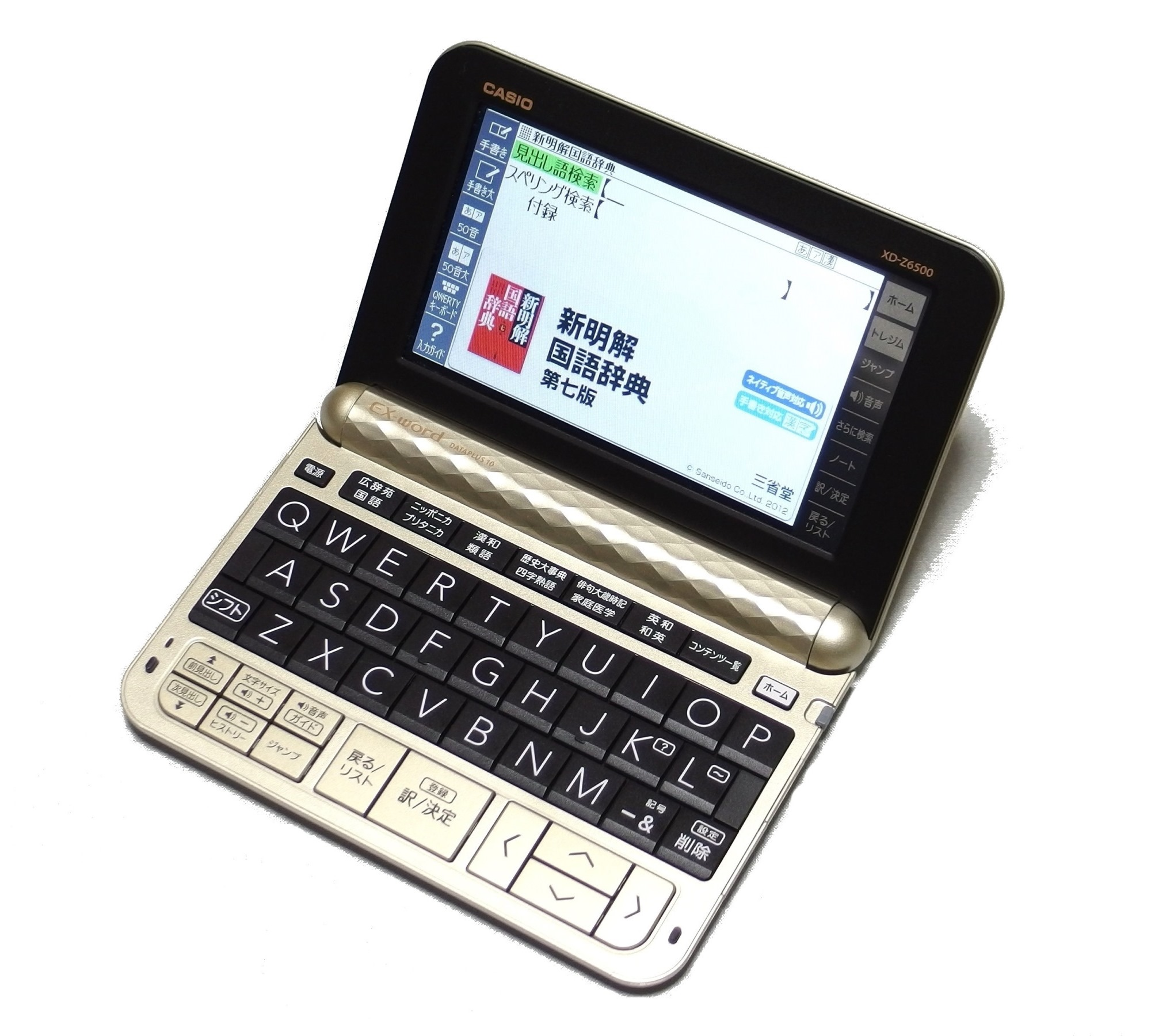
Słownik elektroniczny jap.-jap.

Podmiot logiczny, orzeczenie czasownikowe, dopełnienie i okolicznik mogą być w zdaniu opuszczone, jeśli pozwala na to kontekst:
- rozmówca A: Kyō-wa nan′yōbi (naniyōbi) desu ka? → „Jaki jest dziś dzień tygodnia?”
- rozmówca B: Nichiyōbi desu → „Niedziela.”

- A: Nanji goro ikimasu ka? → „O (około) której godziny idziesz?”
- B: San-ji goro → „Około trzeciej.”

- A: Ano hon o kaimasu ka? → „Czy kupisz tę książkę?”
- B: Ee, kaimasu. → „Tak, kupię.”[10][2]

### Szyk zdania
Słowa określające występują przed określanymi:
- akai hana → czerwony kwiat
- saite iru hana → kwiat, który kwitnie
- watashi-ga mita hana → kwiat, który widziałem

Partykuły stawia się zawsze po słowach i zdaniach:
- ame-ga → deszcz
- sen’en shika nai (arimasen) → tylko tysiąc jenów (użycie tylko z czasownikiem w formie przeczącej)

W rozmowie kolejność słów w zdaniu może być zmieniona:
- Kimashita-yo, Yamada-san ga → „Pan Yamada przyszedł!” (zamiast: Yamada-san ga kimashita yo)
- Kirei desu ne, kono hana → „Ten kwiat jest piękny.” (zamiast: Kono hana kirei desu ne)[2][10]

### Łącznikdesu
Desu służy do tworzenia (1) rzeczownikowego orzeczenia imiennego lub (2) uprzejmej formy orzeczenia przymiotnikowego:
- (1) Nichiyōbi desu. → „Jest niedziela.”
- (2) Akai desu. → „Jest czerwony.”

Forma przecząca desu (w formie prostej da) to potocznie w czasie teraźniejszym ja arimasen (ja nai), w czasie przeszłym – deshita (datta), a forma przecząca czasu przeszłego – ja arimasen deshita (ja nakatta). W trybie przypuszczającym deshō (darō) i w przeczeniu ja nai deshō (ja nai darō).

## Gramatyka
W języku japońskim występuje pewna forma akcentu tonicznego, która jednak nie ma charakteru dystynktywnego – mory mogą być wymówione za pomocą dwóch tonów: wysokiego i niskiego, choć istnieją zasady, które do pewnego stopnia regulują akcent, np. raz obniżony akcent nie może ulec ponownemu podwyższeniu w wyrazie. Akcent toniczny umożliwia czasem rozróżnienie różnych wyrazów homofonicznych, choć nie jest to regułą (wspomniany wyżej brak dystynktywności). Prawie całkowite rozróżnienie wyrazów umożliwia użycie kanji, w języku mówionym oprócz akcentu ważny jest przede wszystkim kontekst wypowiedzi.
Bardzo rozwinięty jest system języka grzecznościowego (敬語 keigo).

### Rzeczowniki 名詞 (meishi)
Rzeczowniki japońskie nie mają rodzaju i w większości nie mają liczby. Liczba mnoga jest tworzona poprzez:
- kontekst zdania;
- specjalne sufiksy: -tachi, -ra, -gata, wyłącznie w odniesieniu do osób[2];
- reduplikację: hito (人) – człowiek, podczas gdy hitobito (人人, zapisywane zwykle przez znak powtórzenia: 人々) – ludzie.

Liczbę mnogą można również tworzyć przez użycie liczebników lub określeń typu kilka, wiele. Użycie liczebników wymaga klasyfikatorów, podobnie jak w polskim – „jeden arkusz” papieru (紙 一枚 lub 紙1枚 kami ichimai lub 一枚の紙 ichi-mai no kami), „dwa arkusze” (二枚 nimai lub 2枚), „jedna sztuka” bydła (牛一頭 ushi ittō), „pięć sztuk” (五頭 gotō) itp. Liczebniki, sufiksy liczebnikowe i klasyfikatory, w zależności od podręczników, są dzielone na różne kategorie w zależności od kształtu, przeznaczenia, czy typu.
Do oznaczania przypadków służą partykuły.

#### Rzeczowniki formalne
Istnieje grupa rzeczowników, które nie mają konkretnego znaczenia. Służą one do tworzenia konstrukcji zdaniowych w połączeniu z różnymi określeniami. Noszą one nazwę rzeczowników formalnych. Najważniejsze z nich, to np.: koto, tame, mono, wake, hō, tokoro, toki, mae, ato. Przykłady użycia:
- Mada tabeta koto-ga arimasen. „Jeszcze nigdy tego nie jadłem.”;
- Daigaku-ni hairu tame-ni benkyō shite imasu. „Uczę się, aby dostać się na uniwersytet”[2][10].

### Zaimki 代名詞 (daimeishi)[1]

#### Zaimki osobowe
Japońskie zaimki osobowe mają różne odcienie, a ich użycie i znaczenie zależy od: kontekstu, sytuacji, szczebla zażyłości, hierarchii społecznej i zawodowej, wieku i płci. Jeden zaimek może mieć różne stopnie znaczenia.
Zaimki posiadają liczbę pojedynczą i mnogą. Liczbę mnogą tworzy się poprzez dodanie przyrostków -tachi (np. watashi-tachi, my) lub -ra (np. kare-ra, oni)
Zaimków osobowych nie używa się zbyt często. Jeśli pozwala na to kontekst, można je opuszczać.
Często zamiast zaimków używa się imion własnych, np. zwracając się do rozmówcy, pana Yamamoto, używa się trzeciej osoby:
- Yamamoto-san-mo ikimasu-ka? „Czy pan Yamamoto również idzie?” (a nie: Czy pan również idzie?)[2].

Zamiast zaimków osobowych używa się również rzeczowników oznaczających pozycję lub stanowisko:
- Shachō-wa dochira-ni o-sumai desu-ka? „Pan prezes, gdzie mieszka?” (a nie: Gdzie pan mieszka, panie prezesie?)[2].

Zamiast zaimków używa się również słów oznaczających pokrewieństwo:
- Otōsan-mo iku? „Czy tata też idzie?” (pytanie skierowane do ojca dziecka)

| Polski         | Rōmaji         | Hiragana     | Kanji          |
| -------------- | -------------- | ------------ | -------------- |
| ja             | watakushi      | わたくし     | 私             |
| ja             | watashi        | わたし       | 私             |
| ja (kobieta)   | atashi         | あたし       | 私             |
| ja (mężczyzna) | boku           | ぼく         | 僕             |
| ja (mężczyzna) | ore            | おれ         | 俺             |
| ja (mężczyzna) | shōsei         | しょうせい   | 小生           |
| ty             | anata          | あなた       | 貴方           |
| ty             | anta           | あんた       | 貴方           |
| ty             | kimi           | きみ         | 君             |
| ty             | omae           | おまえ       | お前           |
| ty             | temae          | てまえ       | 手前           |
| ty             | kisama         | きさま       | 貴様           |
| on/ona         | ano hito       | あのひと     | あの人         |
| on/ona         | ano kata       | あのかた     | あの方         |
| on             | kare           | かれ         | 彼             |
| ona            | kanojo         | かのじょ     | 彼女           |
| my             | ware-ware      | われわれ     | 我々, 吾々     |
| my             | watashi-tachi  | わたしたち   | 私達           |
| my             | watashi-domo   | わたしども   | 私共           |
| my             | watakushi-domo | わたくしども | 私共           |
| my (mężczyżni) | boku-tachi     | ぼくたち     | 僕達           |
| my (mężczyźni) | bokura         | ぼくら       | 僕等           |
| my (kobiety)   | atashi-tachi   | あたしたち   | あたし達       |
| wy             | anata-tachi    | あなたたち   | 貴方達         |
| wy             | anata-gata     | あなたがた   | 貴方方; 貴方々 |
| wy             | kimi-tachi     | きみたち     | 君達           |
| wy             | kimira         | きみら       | 君等; 君ら     |
| oni            | ano hito-tachi | あのひとたち | あの人達       |
| oni            | ano kata-gata  | あのかたがた | あの方々       |
| oni            | karera         | かれら       | 彼等           |
| one            | kanojo-tachi   | かのじょたち | 彼女達         |

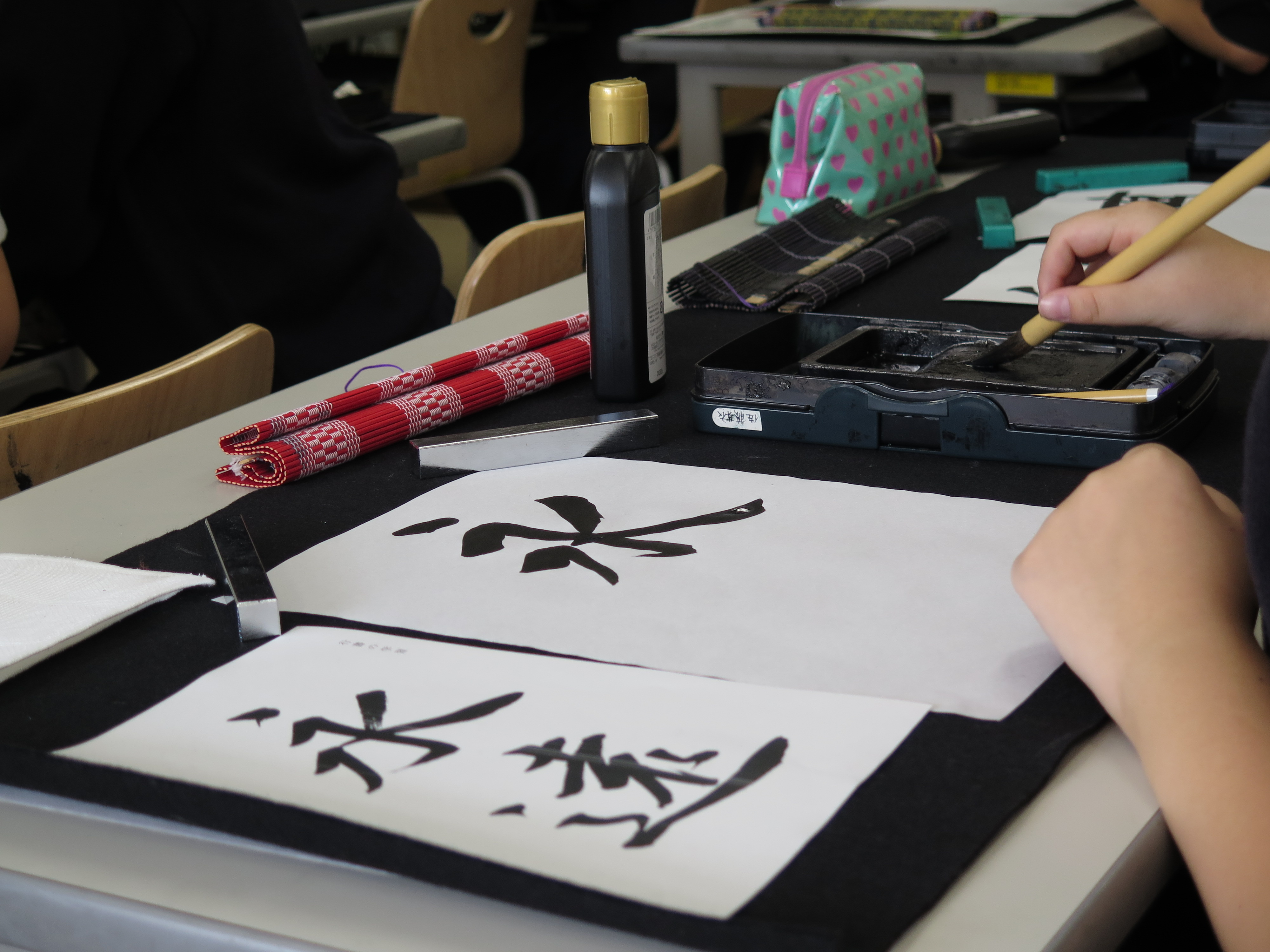
Nauka kaligrafii współcześnie: Wieczność

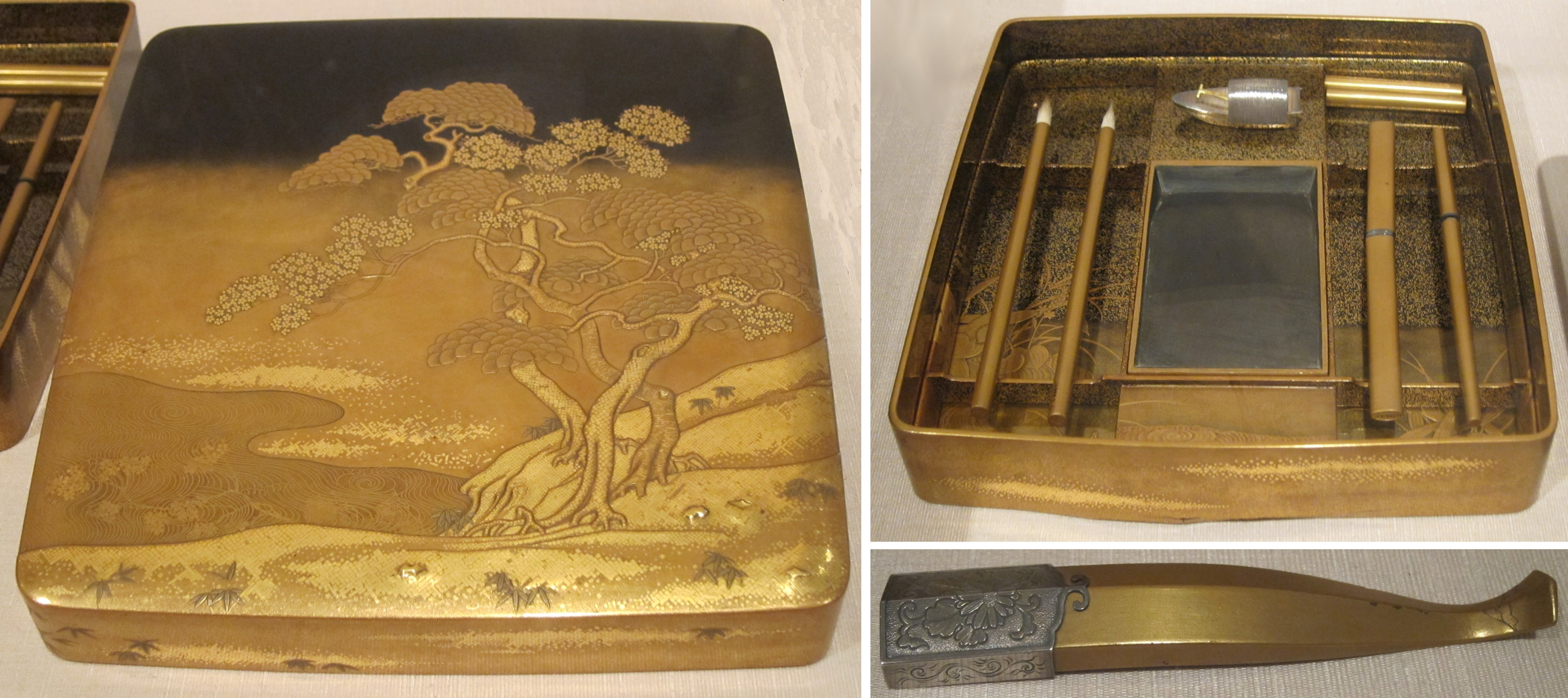
Przybory do kaligrafii, złoto, srebro, laka, masa perłowa (okres Meiji, 1868-1912)

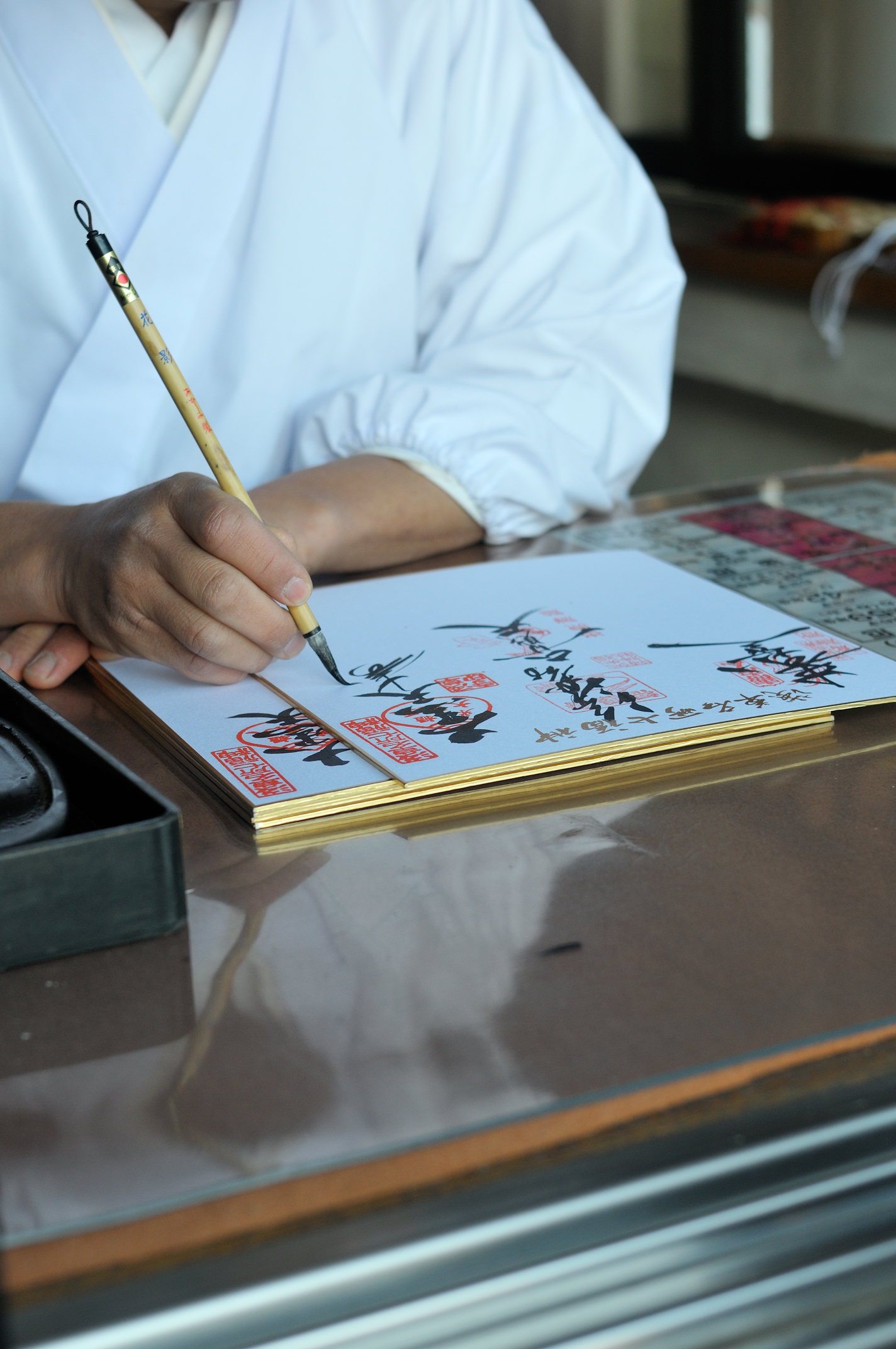
Mistrz kaligrafii

W języku japońskim do nazwisk i imion dodaje się przyrostki. Niektóre z nich to:
| Sufiks                  | Przeznaczenie |
| ----------------------- | --- |
| さん -san               | do dorosłych, odpowiednik polskiego „pan/pani”                                                                                |
| くん (君) -kun          | do młodych chłopców i wśród męskich przyjaciół, także kolegów po fachu                                                        |
| ちゃん -chan            | głównie do młodych dziewczyn i wśród żeńskich przyjaciół, także pieszczotliwe zdrobnienie, np. wobec małych dzieci i zwierząt |
| さま (様) -sama         | wyraża głęboki szacunek, używany w listach i przy oficjalnych przemówieniach                                                  |
| どの (殿) -dono         | bardzo oficjalny, głównie w listach i innych dokumentach                                                                      |
| はん -han               | równoważnik -san w niektórych dialektach japońskiego                                                                          |
| こ (子) -ko             | stosowane do małych dzieci oraz zwierząt                                                                                      |
| せんぱい (先輩) -senpai | do starszych stażem (np. ze szkoły, pracy)                                                                                    |
| こうはい (後輩) -kōhai  | do młodszych stażem (szkoła, praca)                                                                                           |
W przypadku dwóch ostatnich sufiksów wiek nie gra roli, liczy się staż rozmówców w danej organizacji.

#### Zaimki wskazujące i pytające
Zaimki wskazujące dzielą się na cztery grupy. Każda z nich określa inne miejsce (usytuowanie) tematu (przedmiotu rozmowy):
1. ko- → pierwsza z nich sygnalizuje, że temat dotyczy tego, co „przy mówiącym lub jego dotyczącym” (koko-ni aru, „to jest tu, przy mnie, to moje”);
2. so- → druga grupa dotyczy „słuchającego” (soko-ni aru, „to jest u ciebie”, „dotyczy ciebie”);
3. a- → trzecia grupa to „trzecie usytuowanie, poza rozmawiającymi” (asoko-ni aru, „z dala od nas”, „nie nasze”)
4. dō- (zaimki pytające) → Kore-wa dō sureba ii deshō? „Co powinienem z tym zrobić?”, Donna ongaku-ga suki desu-ka? „Jaką muzykę lubisz?”[2].

| Klasa                       | Znaczenie                                                    | Wymowa                       | Zapis (jeśli jest inny od hiragany) |
| --------------------------- | ------------------------------------------------------------ | ---------------------------- | ----------------------------------- |
| osobowe                     | wskazujący samodzielny (on)                                  | かれ kare                    | 彼                                  |
| osobowe                     | wskazujący niesamodzielny (ten człowiek)                     | かの kano (archaiczny)       |                                     |
| osobowe                     | pytający (kto?)                                              | だれ dare                    | 誰                                  |
| miejsca                     | wskazujący (tu, przy mnie)                                   | ここ koko                    |                                     |
| miejsca                     | wskazujący dot. słuchającego (tam u ciebie)                  | そこ soko                    |                                     |
| miejsca                     | wskazujący dalszy (tam, w trzecim miejscu)                   | あそこ asoko                 |                                     |
| miejsca                     | pytający (gdzie?)                                            | どこ doko                    |                                     |
| kierunku                    | wskazujący (w tę stronę, do mnie, przy mnie)                 | こっち kotchi こちら kochira |                                     |
| kierunku                    | wskazujący bliższy słuchającego (w twoją stronę), przy tobie | そっち sotchi そちら sochira |                                     |
| kierunku                    | wskazujący dalszy (w tamtą stronę, poza nami)                | あっち atchi あちら achira   |                                     |
| kierunku                    | pytający (dokąd? gdzie?, który? kto?)                        | どっち dotchi どちら dochira |                                     |
| przedmiotowy samodzielny    | wskazujący bliższy mówiącego (to)                            | これ kore                    |                                     |
| przedmiotowy samodzielny    | wskazujący bliższy słuchającego (to u ciebie)                | それ sore                    |                                     |
| przedmiotowy samodzielny    | wskazujący dalszy (tamto)                                    | あれ are                     |                                     |
| przedmiotowy samodzielny    | pytający (które?)                                            | どれ dore                    |                                     |
| przedmiotowy niesamodzielny | wskazujący bliższy (to krzesło)                              | この kono                    |                                     |
| przedmiotowy niesamodzielny | wskazujący bliższy rozmówcy (to krzesło u ciebie)            | その sono                    |                                     |
| przedmiotowy niesamodzielny | wskazujący dalszy (tamto krzesło)                            | あの ano                     |                                     |
| przedmiotowy niesamodzielny | pytający (które krzesło?)                                    | どの dono                    |                                     |
| typu                        | dot. mówiącego (tego rodzaju)                                | こんな konna                 |                                     |
| typu                        | wskazujący dot. słuchającego (tego rodzaju)                  | そんな sonna                 |                                     |
| typu                        | wskazujący dalszy (tamtego rodzaju)                          | あんな anna                  |                                     |
| typu                        | pytający (jakiego rodzaju?)                                  | どんな donna                 |                                     |
| sposobu                     | wskazujący (w ten sposób, jak to)                            | こう kō                      |                                     |
| sposobu                     | wskazujący bliższy (trudno o dosłowne tłumaczenie)           | そう sō                      |                                     |
| sposobu                     | wskazujący dalszy (trudno o dosłowne tłumaczenie)            | ああ ā                       |                                     |
| sposobu                     | pytający (jak?)                                              | どう dō                      |                                     |
| czasu                       | wskazujący (wtedy)                                           | さて sate                    |                                     |
| czasu                       | pytający (kiedy?)                                            | いつ itsu                    |                                     |
| liczby                      | pytający liczby (ile?)                                       | いくつ ikutsu                |                                     |
| inne                        | pytający przedmiotowy (co)                                   | なに nani lub なん nan       | 何                                  |
| inne                        | negatywny przedmiotowy (nic)                                 | なにも nani-mo               | 何も                                |
| inne                        | nieokreślony przedmiotowy (coś)                              | なにか nani-ka               | 何か                                |

### Partykuły 助詞 (joshi)
Szczególną rolę w języku japońskim spełniają partykuły, zwane także postpozycjami. Według nomenklatury japońskiej, jest to pomocnicza część mowy, występująca po słowach i nadająca im stosowne znaczenie. Służą do oznaczania związków między słowami i częściami zdania. Mogą również wyrażać uczucia mówiącego. Partykuły dzielą się na: (1) partykuły przypadków, (2) partykuły podkreślające, (3) partykuły łączące zdania, (4) partykuły kończące zdania. Większość partykuł jest wielofunkcyjna.
| Partykuła                                     | Funkcja                                                      | Przybliżone znaczenie                                                    | Uwagi                     |
| --------------------------------------------- | ------------------------------------------------------------ | ------------------------------------------------------------------------ | ------------------------- |
| は wa                                         | temat                                                        | rola mianownika, wywołanie tematu, określa podmiot zdania nadrzędnego    | pisane sylabą ha hiragany |
| が ga                                         | remat                                                        | rola mianownika, wywołanie rematu, może określać podmiot lub dopełnienie |                           |
| の no                                         | funkcja dzierżawcza                                          | rola dopełniacza                                                         |                           |
| を o                                          | dopełnienie bliższe                                          | biernik                                                                  | pisane sylabą wo hiragany |
| で de                                         | miejsce akcji, narzędzie                                     | miejscownik, rola narzędnikowa, czym?                                    |                           |
| に ni                                         | kierunek ruchu, miejsce istnienia                            | kilka innych funkcji                                                     |                           |
| へ e                                          | kierunek ruchu                                               | przyimek do, ku                                                          | pisane sylabą he hiragany |
| と to                                         | lista obiektów                                               | spójnik i lub z (wyłącznie przy łączeniu rzeczowników, nie całych zdań)  |                           |
| から kara                                     | początek lub przyczyna                                       | ponieważ, od, ze względu na                                              |                           |
| まで made                                     | koniec                                                       | rola przyimkowa do, aż do                                                |                           |
| も mo                                         |                                                              | także, również                                                           |                           |
| けれども、けれど、けど keredomo, keredo, kedo |                                                              | chociaż, ale, jednak, mimo że                                            |                           |
| より yori                                     | przy porównaniach                                            | niż, od                                                                  |                           |
| でも demo                                     | zastępuje partykuły o, ga, wa                                | lub coś innego, choćby, nawet jeśli, albo ... albo...; ani ...ani ...    |                           |
| か ka                                         | funkcja pytająca, czasami retorycznie, wyrażenie niepewności | albo, czy ... czy nie, coś w tym sensie, coś jak                         |                           |

#### Partykuływaiga
Różnica między wa i ga nie jest prosta do wyjaśnienia. W ogólności istnieją dwie możliwe sytuacje:
- zasady gramatyczne i składniowe określają, którą z nich należy zastosować i nie ma możliwości wyboru;
- obydwie są dopuszczalne i w zależności od pożądanego znaczenia wybiera się właściwą.

Sytuacja pierwsza jest stosunkowo prosta, należy tylko zapamiętać właściwą postpozycję. Dla przykładu, ustalona postpozycja jest stosowana w przypadku:
- czasowników w formie potencjalnej (日本語が出来る Nihongo-ga dekiru „Znam japoński”, dosł. „Umiem japoński”);
- czasownika „istnieć” (部屋にテレビがあります Heya-ni terebi-ga arimasu „W pokoju znajduje się telewizor”);
- konstrukcji kontrastu (ケーキはありますが、酒はありません Kēki-wa arimasu-ga, sake-wa arimasen „Mamy ciasto, ale nie mamy alkoholu”). W zdaniu tym wa zastępuje zwykłe ga czasownika „istnieć”. Uwaga: ga w arimasu-ga nie jest postpozycją podmiotu, a spójnikiem łączącym dwa kontrastujące ze sobą zdania (odpowiada polskiemu ale, lecz).

W drugim przypadku sprawa jest bardziej złożona. Często w przypadku mniej skomplikowanych zdań decyzję można podjąć na podstawie następujących reguł:
- wa jest postpozycją tematu wypowiedzi i przetłumaczyć można ją jako „jeśli chodzi o...”. Np. 私は学生です。 Watashi-wa gakusei desu. oznacza „jestem studentem” (dosł. „Jeśli chodzi o mnie, jestem studentem”). Jeśli w pierwszym zdaniu użyty był rzeczownik z postpozycją wa, w kolejnych zdaniach pomija się temat. Np. 私は学生です。ポーランド人です。 Watashi-wa gakusei desu. Pōrandojin desu. („Jestem studentem. Polakiem”). W powyższych zdaniach temat określony był tylko raz. Ponieważ w drugim zdaniu nic nie wskazywało na zmianę tematu, wiadomo, że jest ono kontynuacją myśli zawartej w zdaniu pierwszym. Powtarzanie tematu w każdym zdaniu (co może się zdarzyć początkującym uczniom języka) nie jest jednak błędem.
- ga jest postpozycją podmiotu. Używa się jej w przypadku, gdy mówi się o czymś po raz pierwszy, np. 村にお爺さんが住んでいた。お爺さんは貧乏だった。 Mura-ni ojīsan-ga sunde ita. Ojīsan-wa binbō datta., czyli „W wiosce mieszkał dziadek. [tenże] Dziadek był biedny.” lub gdy w zdaniu użyto już postpozycji tematu wa, np. 私は日本語が好き。 Watashi wa nihongo-ga suki, czyli „Lubię język japoński” (lit. „Jeśli chodzi o mnie, język japoński jest lubiany”).
- Jeśli temat zostaje w ogóle pominięty, oznacza to, że wypowiedź dotyczy pierwszej osoby. Dlatego Japończyk powie raczej 学生です。 Gakusei desu („Jestem studentem”) niż 私は学生です。 Watashi-wa gakusei desu. Powyższy przykład „Lubię japoński” w rzeczywistości brzmiałby raczej Nihongo-ga suki 日本語が好き, gdzie 私は (watashi-wa) jest oczywiste i nie wymaga jawnego podawania.

Istnieją jednak sytuacje, kiedy istotnie można użyć obu postpozycji, zaś od wyboru zależy dokładne znaczenie wypowiedzi. Pełne opanowanie tego aspektu języka nie jest łatwe i wymaga dużo praktyki, ich znaczenie można jednak przybliżyć za pomocą polskich odpowiedników:
- wa jest bardziej neutralne, np. これは難しいです。 Kore-wa muzukashii desu., „To jest trudne.” (słowo poprzedzające wa jest tematem zdania);
- ga kładzie nacisk na podmiot, np. これが難しいです。 Kore-ga muzukashii desu, „To jest trudne” (tzn. rzecz, o której mowa, jest przyczyną trudności, w przeciwieństwie do wszystkich innych rzeczy; słowo poprzedzające ga jest podmiotem zdania).

Innym przykładem, który może ułatwić zrozumienie, jest kontrast: これは？ Kore-wa? oraz これが？ Kore-ga?. Obydwa zdania są nieformalne i mocno uproszczone (ale wciąż poprawne) i mimo podobieństwa mają zupełnie inne znaczenie. Pierwsze z nich, これは？, można by przetłumaczyć jako „Co to?”, czyli pytanie o wskazywany przedmiot; drugie – これが？ odpowiada polskiemu „To?”, tzn. „Czy to jest właśnie rzecz, o którą chodziło?”. Użycie ga wyraźnie wskazuje, że mowa jest o jednym, konkretnym przedmiocie, a nie ogólnej naturze czegoś.

#### Partykułae
Partykuła ta wyraża „ruch w kierunku do”, „wskazuje kierunek lub cel”, występuje po rzeczowniku. Czasem jest ona w tym znaczeniu wymienna z partykułą ni. Postpozycja e (へ) bardziej oznacza sam kierunek, podkreśla czynność udawania się do, natomiast ni z kolei skupia się na celu, podkreśla dotarcie do niego. Dlatego też w razie wątpliwości bezpieczniej jest użyć ni (に). Jednakże obydwie formy 東京に行く Tōkyō-ni iku i 東京へ行く Tōkyō-e iku („jechać do Tokio”) są poprawne (pierwsza wskazuje na determinację podróżującego i jego chęć bezpośredniego dotarcia do miejsca przeznaczenia, druga na wybrany kierunek, choć nie wyklucza tak dotarcia do celu, jak i zmiany planu podróży).

#### Partykułani
O ile partykuła e ma wyłącznie charakter kierunkowy, to partykuła ni ma wiele różnych funkcji, w tym m.in.:
- w, na (wskazuje miejsce, gdzie ktoś lub coś się znajduje) – (1) Yamada-san wa ima heya no naka ni imasu. „Pan Yamada jest teraz w pokoju.” (2) Tsukue no ue ni hon ga arimasu. „Na stole jest książka.”
- do, na, w, ku (wskazuje kierunek i cel ruchu lub miejsce, w którym się coś znajduje po wykonaniu ruchu) – Yamada-san wa Tōkyō ni tsukimashita. „Pan Yamada przybył (dotarł) do Tokio.”
- o, na (wskazuje miejsce i czas działania, czynności) – Ichi-ji ni kimasu. „Przyjdzie o godzinie pierwszej.”
- za (z jednostkami wyrażającymi stawki, opłaty za jednostkę) – Ichi-ji-kan ni go-doru haratte kuremasu. „Płacą nam pięć dolarów za godzinę.”
- w, na (wskazuje rezultat procesu lub zmian sytuacji, stanu) – Yūgata kara ame wa yuki ni narimashita. „Od wieczora deszcz zamienił się w śnieg.”
- przez, od (wskazuje źródło działania lub wykonawcę czynności, także przy tworzeniu strony biernej) – Watashi wa sensei ni homeraremashita. „Zostałem pochwalony przez nauczyciela.”[12][2]

#### Inne partykuły
Pewna grupa partykuł może być umieszczana na końcu zdania (poniższa lista nie wyczerpuje licznych znaczeń):
- よ yo – pewna opinia, wzmocnienie zdania, zakończenie zdania, silne podkreślenie wypowiedzi → Kamaimasen yo → Nic nie szkodzi.
- ね ne – poszukiwanie potwierdzenia, pytania typu: „nieprawdaż?”, „co nie?”, „czyż nie?” → Ii tenki desu ne → Jest piękny dzień, nieprawdaż?
- か ka – partykuła pytająca, zmienia zdanie twierdzące w pytające → Yamada-san desu ka? → Czy pan jest panem Yamada?
- な na – wyrażenie zakazu (po czasowniku), wyrażenie zdziwienia, silnego wrażenia → Ii tenki da na → Piękny dzień (Ależ ładna pogoda); po czasowniku → Wasureru na → Nie zapomnij.
- の no – wskazanie nacisku emocjonalnego, wyrażenie ufności, pewnego wniosku (ton opadający), wyrażenie pytania (ton wznoszący) → Doko-e iku no? Dokąd idziesz?
- とも tomo – m.in. podkreślenie, położenie nacisku → Kekkō desu tomo → Doskonale; Sō desu tomo → Jest tak, jak mówisz[1][10].

### Czasowniki 動詞 (dōshi)
W ww. artykule są m.in. następujące sekcje: Tryb oznajmujący (bezokolicznik), Formy -masu i -tai, Forma koneksywna -te i czas przeszły, Strona bierna, Tryb rozkazujący, Strona bierna, Strona sprawcza, Strona bierna sprawcza, Tryb warunkowy, Czasowniki nieregularne.
Czasowniki są odmienne, a ich odmiana dość regularna, nieregularne występują bardzo rzadko. Występują dwa czasy – przeszły i teraźniejszo-przyszły.
Orzeczenie (a więc i czasownik) występuje na końcu zdania. Czasowników używa się zwykle z czasownikami pomocniczymi jodōshi (助動詞).

#### Koniugacja
Czasowniki dzielą się na trzy grupy, w zależności od koniugacji:
- czasowniki typu I → godan (skrót od godan-dōshi 五段動詞), inaczej „u-czasowniki”, czyli czasowniki zakończone na -u, poprzedzone jedną ze spółgłosek: k, s, t, n, m, r, g, b lub samogłoską: a, i, u, o. Przykłady: yomu (czytać), kaku (pisać), kiru (ciąć), au (spotykać)
  - aby utworzyć uprzejmą „formę -masu”, w temacie podstawowym zmienia się końcowe -u „formy słownikowej” na -i: yomu → yomi- → yomimasu;
- czasowniki typu II → ichidan-dōshi (一段動詞), czyli „ru-czasowniki”, których „forma słownikowa” kończy się na -ru, poprzedzone przez -e- lub -i-. Przykłady: taberu (jeść), miru (patrzeć), hajimeru (rozpoczynać), kiru (wkładać, nosić)
  - aby utworzyć „formę -masu”, odrzuca się końcowe -ru: taberu → tabe- → tabemasu;
- czasowniki typu III → są tylko dwa czasowniki nieregularne: kuru (przyjść) i suru (robić). Ponadto, pięć nieregularnych czasowników należy w zasadzie do typu I, ale przy tworzeniu „formy -masu” końcowe -ru „formy słownikowej” zmienia się na -i-. Są to:
  - kudasaru (dawać) → kudasai- → kudasaimasu;
  - ossharu (mówić) → osshai- → osshaimasu;
  - irassharu (być, iść, przyjść) → irasshai- → irasshaimasu;
  - nasaru (robić) → nasai- → nasaimasu;
  - gozaru (łącznik) → gozai- → gozaimasu.

#### Formy uprzejme i neutralne
Aby utworzyć od czasowników formę grzecznościową (uprzejmą), do tematu dodaje się -masu (czas teraźniejszy i przyszły). „Forma słownikowa” (neutralna) jest pozbawiona uprzejmości:
- Yomimasu. → „Czytam.”; „Będę czytać.” (forma uprzejma);
- Yomu. → „Czytam.”; „Będę czytać.” (forma neutralna).

Czasowniki pełniące funkcję przydawek rzeczowników występują w formie neutralnej:
- kore-kara yomu hon → „książka, którą będę (od) teraz czytać”;
- watashi-ga yonda hon → „książka, którą czytałem”.

| Typ                    | Czas teraźniejszo-przyszły | Czas teraźniejszo-przyszły | Czas przeszły | Czas przeszły          | Forma -masu      |
| Typ                    | twierdzenie                | przeczenie                 | twierdzenie   | przeczenie             | Forma -masu      |
| ---------------------- | -------------------------- | -------------------------- | ------------- | ---------------------- | ---------------- |
| Typ I                  | -う -u                     | わない -wanai              | -った -tta    | -わなかった -wanakatta | -います -imasu   |
| Typ I                  | -る -ru                    | -らない -ranai             | -った -tta    | -らなかった -ranakatta | -ります -rimasu  |
| Typ I                  | -つ -tsu                   | -たない -tanai             | -った -tta    | -たなかった -tanakatta | -ちます -chimasu |
| Typ I                  | -く -ku                    | -かない -kanai             | -いた -ita    | -かなかった -kanakatta | -きます -kimasu  |
| Typ I                  | ぐ -gu                     | -がない -ganai             | -いだ -ida    | -がなかった -ganakatta | -ぎます -gimasu  |
| Typ I                  | -す -su                    | -さない -sanai             | -した -shita  | -さなかった -sanakatta | -します -shimasu |
| Typ I                  | -ぬ -nu                    | -なない -nanai             | -んだ -nda    | -ななかった -nanakatta | -にます -nimasu  |
| Typ I                  | -む -mu                    | -まない -manai             | -んだ -nda    | -まなかった -manakatta | -みます -mimasu  |
| Typ I                  | -ぶ -bu                    | -ばない -banai             | -んだ -nda    | -ばなかった -banakatta | -びます -bimasu  |
| Typ II                 | -る -ru                    | -ない -nai                 | -た -ta       | -なかった -nakatta     | -ます -masu      |
| Typ III (nieregularne) | する suru*                 | しない shinai              | した shita    | しなかった shinakatta  | します shimasu   |
| Typ III (nieregularne) | くる kuru**                | こない konai               | きた kita     | こなかった konakatta   | きます kimasu    |

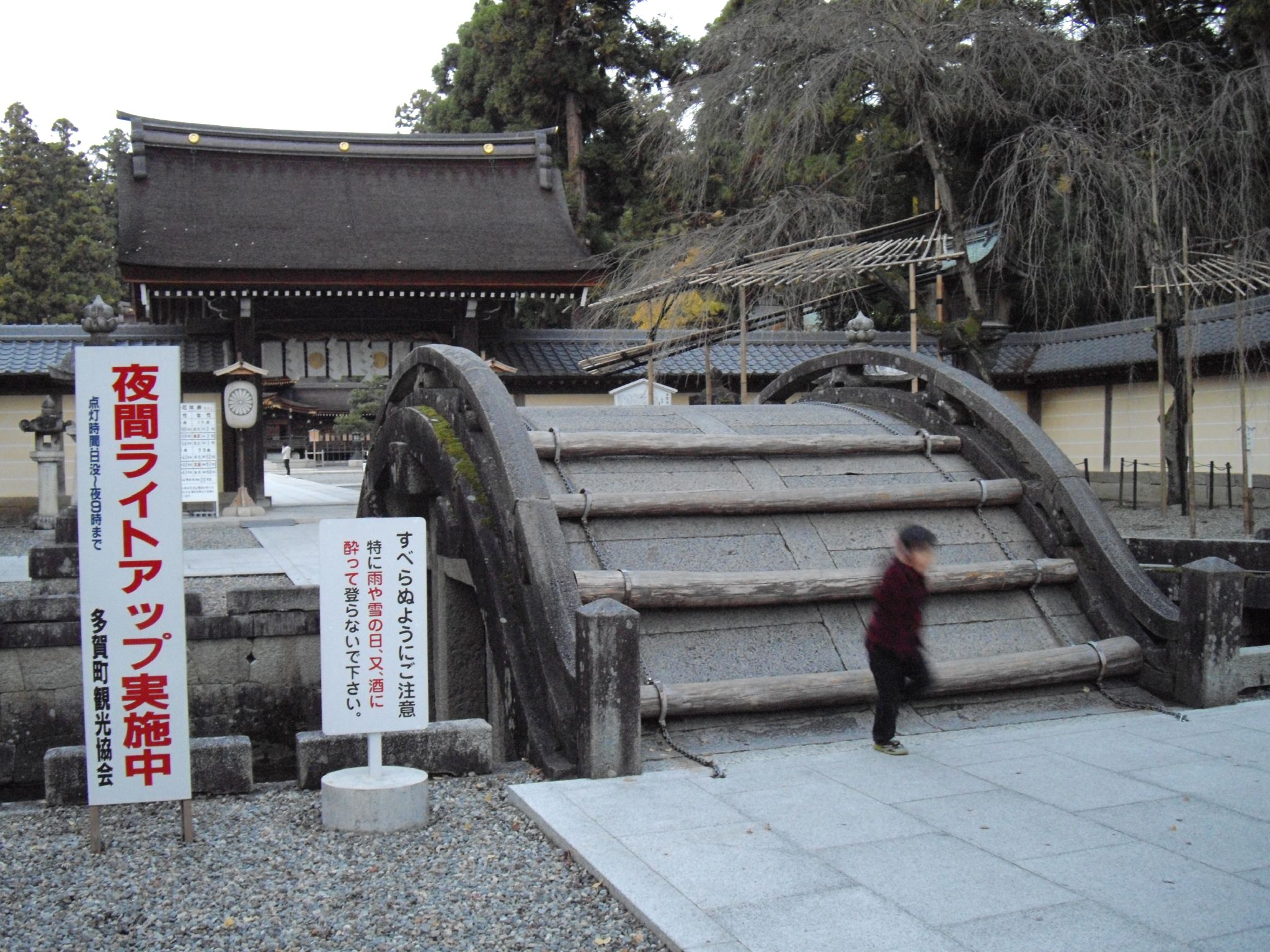
Most Taikaku w chramie Taga (prefektura Shiga) – na mniejszej tablicy po lewej stronie, w trosce o odwiedzających, umieszczono uprzejmy napis: Suberanu yō ni go-chūi toku-ni ame ya yuki no hi, mata, sake-ni yotte noboranaide kudasai → „Proszę uważać, aby się nie pośliznąć, zwłaszcza w dni deszczowe i śnieżne, a ponadto, proszę się nie wspinać w stanie nietrzeźwości” – przykład użycia → formy łączącej (koneksywnej) -te czasownika you („być pijanym”), koneksywnej przeczącej naide czasownika noboru („wspinać się”) i kudasai („proszę zrobić”) → w słowie go-chūi go jest przedrostkiem honoryfikatywnym

* Suru ma wiele znaczeń jako samodzielny czasownik m.in.: „robić”, „sporządzić”, „kosztować”, „sprawić” (np. że ktoś stanie się kimś, osiągnie jakiś status), „zdecydować”, „przeminąć” (o czasie), ale występuje także w roli sufiksu werbalizującego – po dodaniu do rzeczownika lub przysłówka zmienia je w czasowniki (np. benkyō nauka → benkyō suru uczyć się).
** Oprócz podstawowego znaczenia „przychodzić”, „przyjeżdżać”, „przybywać”, kuru również pełni różne funkcje, m.in. w wyrażeniach złożonych (np. -te kuru): (1) zbliżania się (w kierunku mówiącego), (2) działań kontynuowanych i osiągających pewien punkt w czasie, (3) zaczynającej się akcji, (4) zajścia zmiany w stosunku do stanu poprzedniego, (5) pojawienia się kogoś lub czegoś.

#### Forma koneksywna („formate”)

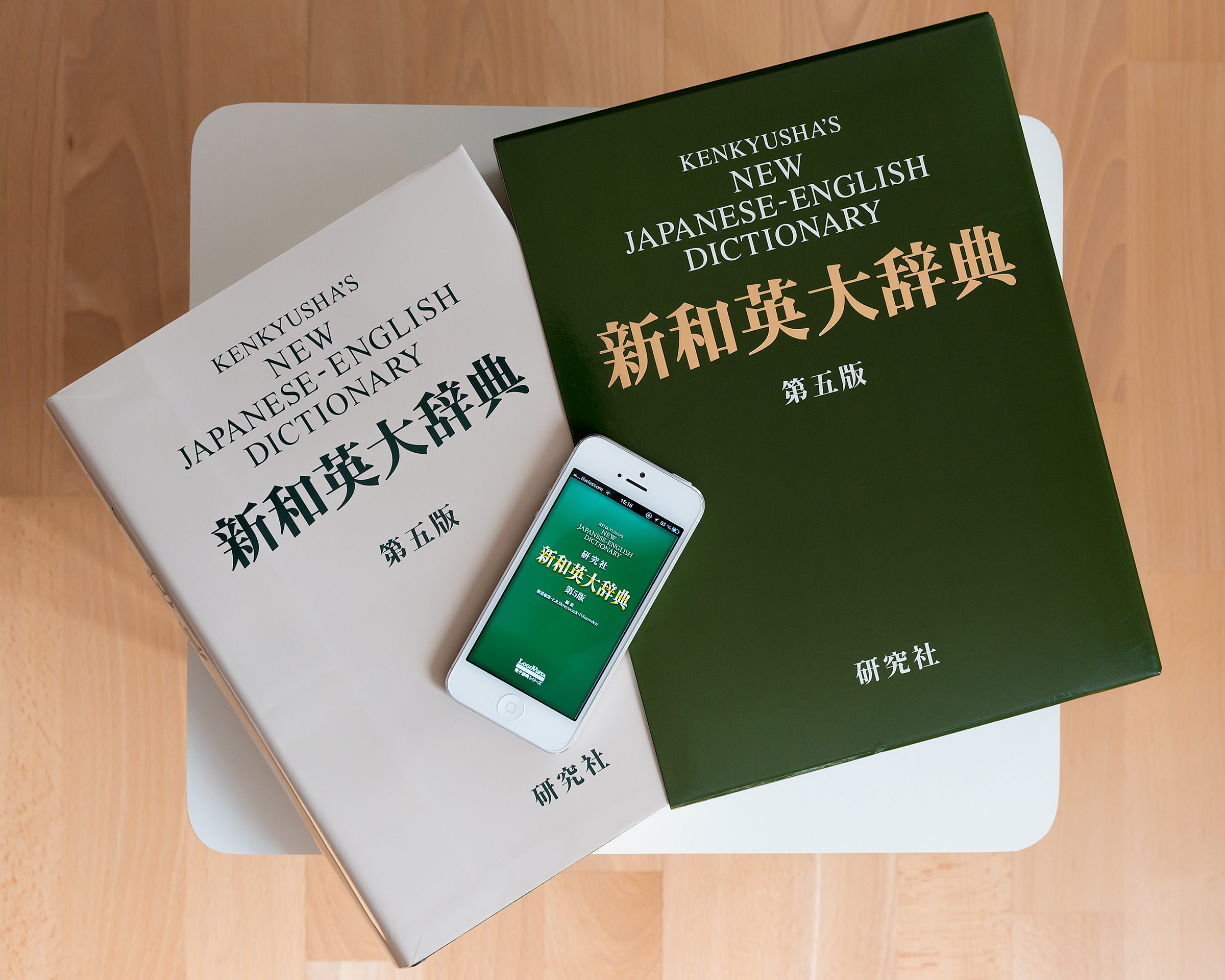
Kenkyusha’s New Japanese-English Dictionary 5th Edition

Forma koneksywna, czyli forma czasownika zakończona na -te lub -de.
- Czasowniki typu I (godan lub u-czasowniki) zmieniają formę słownikową:
  - -u → -tte → kau (kupować) → katte
  - -tsu → -tte → matsu (czekać) → matte
  - -ru → -tte → agaru (podnosić się) → agatte
  - -su → -shite → hanasu (mówić) → hanashite
  - -ku → -ite → kiku (słuchać) → kiite
  - -gu → -ide → isogu (śpieszyć się) → isoide
  - -bu → -nde → yobu (wołać) → yonde
  - -mu → -nde → yomu (czytać) → yonde
  - -nu → -nde → shinu (umierać) → shinde
  - wyjątek → iku (iść) → itte
- Czasowniki typu II (zakończenie -ru zmienia się na -te):
  - taberu (jeść) → tabete
  - miru (patrzeć) → mite
- Czasowniki typu III:
  - kudasaru (dawać) → kudasatte
  - kuru (przychodzić) → kite
  - suru (robić) → shite[2][10][15]

Formę przeczącą koneksywną tworzy się dodając końcówkę -de do formy teraźniejszej przeczącej (-nai). Obu form używa się jako najpopularniejszego sposobu tworzenia zdań współrzędnie złożonych (odpowiadają one zatem polskim imiesłowom przysłówkowym i spójnikowi i: (nie) robiąc, (nie) zrobiwszy, (nie) (z)robi(ł) i ...). W użyciu samodzielnym forma koneksywna twierdząca odpowiada poufałemu rozkaźnikowi (zrób), zaś przecząca – poufałemu zakazowi (nie rób). Dodanie do formy koneksywnej (twierdzącej i przeczącej) czasownika kudasai tworzy uprzejme prośby (proszę zrobić, proszę nie robić).
Czasowniki w „formie -te” (lub -de) są używane w połączeniu z takimi czasownikami, jak: iru, kuru, kudasaru:
- Kaite imasu. → „Piszę.” (teraz)
- Kaite kudasai. → „Proszę pisać.”

Czasowniki w „formie -te” są używane również do łączenia zdań:
- Onaka-ga suite, hatarakemasen. → „Jestem głodny i nie mogę pracować”
- Okite, shokuji-o shite, dekakemashita → „Wstałem, zjadłem posiłek i wyszedłem”[2][10]

Przykład:
| Zdanie             | Tłumaczenie       |
| ------------------ | ----------------- |
| Czytać             | yomu              |
| Czytaj!            | yonde             |
| Nie czytaj!        | yomanaide         |
| Proszę przeczytać! | yonde kudasai     |
| Proszę nie czytać! | yomanaide kudasai |

#### „Formata”

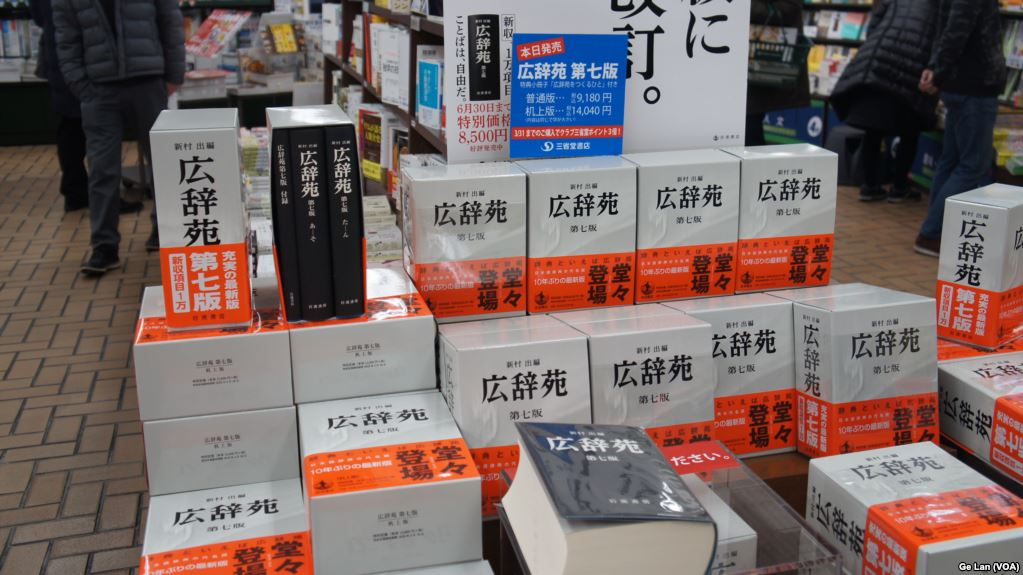
Kōjien (広辞苑), wielki słownik jap.-jap.

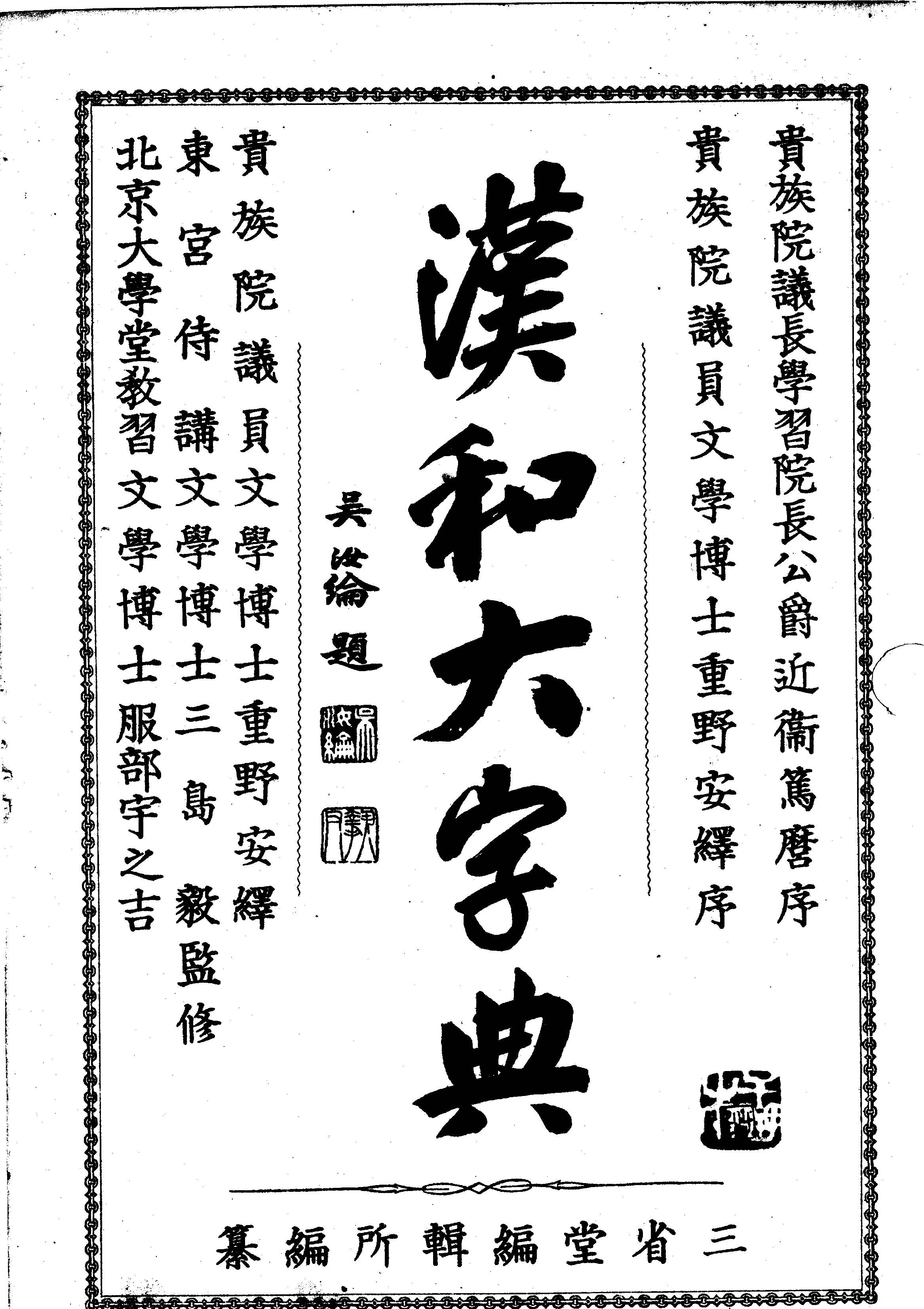
Wielki słownik znakowy Sanseido z 1903 r.

Czasowniki w „formie ta” (lub -da) są używane w znaczeniu:
- czynności w czasie przeszłym → Kinō-wa ame-ga furimashita. „Wczoraj padał deszcz.”
- czynności zakończonej (czas przeszły dokonany) → Ima kita-bakari desu. „Dopiero co przyszedłem.” („Właśnie przyszedłem.”).

Aby zmienić czasownik „w formie masu” na „formę ta”, zmienia się końcówkę -masu na -mashita, a -masen na -masen deshita:
- ikimasu → ikimashita (poszedłem); ikimasen → ikimasen deshita (nie poszedłem).

Aby zmienić czasownik w formie neutralnej (słownikowej) na „formę -ta”, zmienia się końcowe -e „formy -te” na -a:
- iku → itte → itta (poszedłem).

Aby zmienić czasowniki w formie przeczącej (neutralnej) na „formę -ta”, zmienia się końcówkę -nai na -nakatta:
- iku → ikanai → ikanakatta (nie poszedłem)[2][10][15].

#### Forma potencjalna (możliwości)
Formę potencjalną (możliwości) tworzy się, aby wyrazić, że ktoś jest w stanie (potrafi) coś zrobić lub coś może być zrobione:
- Nama-no sakana-wa taberaremasen. „Nie mogę jeść surowych ryb.”

Formę tę tworzy się w zależności od typu czasownika:
- typ I: końcowe -u zamienia się na -eru → yomu → yomeru (mogę, umiem czytać); kaku → kakeru (mogę, umiem pisać)
- typ II: końcowe -ru zamienia się na -rareru → taberareru (mogę jeść); miru → mirareru (mogę widzieć)
- typ III: w kudasaru końcowe -u zamienia się na -eru, ale ten czasownik bardzo rzadko występuje w tej formie; kuru zamienia się w korareru, a suru w dekiru.

Aby zmienić „formę możliwości” w „formę -masu”, należy końcowe -ru zmienić na -masu:
- yomu → yomeru → yomemasu; taberu → taberareru → taberaremasu

W zdaniach z „formą możliwości” dopełnienie występuje zwykle z partykułą -ga, zamiast -o:
- Sakana-o taberu. „Jem rybę.” → Sakana-ga taberareru. „Można jeść rybę.”
- Hon-o yomu. „Czytam książkę.” → Hon-ga yomeru. „Mogę czytać książkę.”

W formie przeczącej partykuła -ga zmienia się często na -wa:
- Sakana-ga taberareru. → Sakana-wa taberarenai. „Nie można jeść ryby.”
- Hon-ga yomemeasu. → Hon-wa yomemasen. „Nie mogę czytać książki.”[2][10].

#### Strona bierna
Utworzenie strony biernej wymaga użycia biernej formy czasownika. Wykonawca czynności jest oznaczony partykułą -ni:
- Haha-ni shikararemashita. „Zostałem skrzyczany przez matkę”
- Kobayashi-wa sensei-ni homerareta. „Kobayashi został pochwalony przez nauczyciela.”

Stronę bierną tworzy się w zależności od typu czasownika, od jego formy neutralnej (słownikowej):
- typ I: końcowe -u zmienia się w -areru → yomu → yomareru (być czytanym); kaku → kakareru (być pisanym)
- typ II: końcowe -ru zmienia się w -rareru (identycznie, jak w formie możliwości): taberu → taberareru (być jedzonym); miru → mirareru (być oglądanym)
- typ III: strona bierna od kuru → korareru, a od suru → sareru; kudasaru nie występuje w stronie biernej.

Istnieją dwa typy zdań w stronie biernej:
- takie, w których strona bierna oznaczająca przykrość, osoba mówiąca (podmiot) odczuwa przykre skutki działania wyrażonego czasownikiem. Podmiot zazwyczaj utożsamiany jest z mówiącym (nawet jeśli nie jest wymieniony). Jeśli podmiot oznacza osobę trzecią, występuje on z partykułą -wa, a jeśli czasownik ma dopełnienie, to występuje ono z partykułą -o:
  - Ani-ni naguraremashita. „Zostałem uderzony przez brata.”; Kodomo-wa tomodachi-ni naguraremashita. „Dziecko zostało uderzone przez kolegę.”; Densha-no naka-de ashi-o fumaremashita. „W pociągu ktoś nastąpił mi na nogę.” (dosł. „W pociągu moja noga została nadepnięta.”)
  - W przypadku tego typu strony biernej również czasowniki nieprzechodnie mogą występować w stronie biernej: Kaeri-ni ame-ni furaremashita. „W drodze powrotnej zostałem zmoczony przez deszcz.”
- pozostałe (zwykła strona bierna) są podobne do formy biernej w języku polskim. Zazwyczaj informują o fakcie, nie podając wykonawcy czynności: Shiken-no kekka-ga happyō saremashita. „Zostały ogłoszone wyniki egzaminów.”[2][10][11].

#### Forma sprawcza
Formę sprawczą tworzy się, w zależności od typu czasownika, gdy ktoś powoduje wykonanie czynności przez kogoś innego (skłania go lub zmusza):
- typ I: końcowe -u zmienia się w -aseru → yomu → yomaseru (skłonić kogoś do czytania); kaku → kakaseru (skłonić kogoś do pisania)

Jeśli czasowniki typu I kończą się na dwie samogłoski, końcowe -u zamienia się na -waseru → kau → kawaseru (skłonić kogoś do kupowania)
- typ II: końcowe -ru zmienia się na -saseru → taberu → tabesaseru (skłonić kogoś do jedzenia): miru → misaseru (skłonić kogoś do patrzenia)
- typ III: od kuru → kosaseru; od suru → saseru. Czasowników typu kudasaru nie używa się w formie sprawczej.

Zdania z formą sprawczą:
- Jeśli orzeczenie jest czasownikiem nieprzechodnim, osoba, która zostaje skłoniona do wykonania czynności, występuje z partykułą -o:

Kodomo-o gakkō-e ikasemashita. „Kazałem dziecku iść do szkoły.”
- Jeśli orzeczenie zdania jest czasownikiem przechodnim, osoba skłoniona do wykonania czynności występuje z partykułą -ni, a dopełnienie – z partykułą -o:

Kodomo-ni hon-o yomasemashita. „Poleciłem dziecku czytać książkę.”
Forma sprawcza oznacza zwykle skłanianie kogoś przez nakaz lub przemoc; nie używa się jej, kiedy istnieje zamiar poproszenia kogoś grzecznie o zrobienie czegoś.
Forma sprawcza w połączeniu z -te kudasai znaczy: „Proszę mi pozwolić (coś zrobić)”: Kono denwa-o tsukawasete kudasai. „Proszę mi pozwolić skorzystać z tego telefonu.”
Forma sprawcza połączona z końcówką strony biernej -rareru wskazuje, że ktoś jest zmuszany do robienia czegoś: yomu → yomaseru → yomaserareru
Hon-o yomaseraremashita. „Zostałem zmuszony do przeczytania książki.”

#### Tryb warunkowy
Tryb warunkowy tworzy się poprzez:
- zamianę końcowego -u na końcówkę czasownikową -eba: yomu (czytać) → yomeba; taberu (jeść) → tabereba
  - W przypadku przymiotników końcowe -i zamienia się na -kereba: akai (czerwony) → akakereba
- dodanie do prostej formy czasu przeszłego (-ta) końcówki -ra (zarówno dla czasowników, jak przymiotników), tworząc formę -tara: yomu → yonda → yondara; taberu → tabeta → tabetara; akai → akakatta → akakattara
- dodanie partykuły -to do formy słownikowej czasowników i przymiotników: yomu → yomu-to; taberu → taberu-to; akai → akai-to

Po formach -eba i -to zwykle nie używa się czasu przeszłego. W takich wypadkach używa się formy -tara: Yondara (lub Yonde mitara) wakarimashita. „Kiedy przeczytałem, zrozumiałem.”
Po formie -to nie używa się słów oznaczających prośbę lub propozycję (zaproszenie). Zamiast niej używa się formy -tara: Jikan-ga attara tetsudatte kudasai „Jeśli masz czas, pomóż mi, proszę.”
Formy -to i -eba wskazują ogólne, powszechnie znane zależności typu: „jeżeli ... to...”. Forma -tara dotyczy natomiast konkretnych przypadków.

#### Tryb rozkazujący
Może mieć formę prostą lub bardziej uprzejmą (-nasai).
Formę prostą tworzy się w zależności od typu czasownika:
- typ I: końcowe -u zmienia się na -e → yomu → yome (czytaj!); iku → ike (idź!) (forma obcesowa, ostra, należy jej unikać)
- typ II: końcowe -ru zmienia się na -ro → taberu → tabero (jedz!); miru → miro (patrz!)
- typ III: kuru (przyjść) → koi, od suru (robić) → shiro

Aby stworzyć formę -nasai, do tematu czasownika dodaje się -nasai: yomu → yominasai (czytaj!); taberu → tabenasai (jedz!); kuru→ kinasai (przyjdź!)
Formy -nasai używa się przy wydawaniu polecenia: Sā, mō okinasai. (No, to już wstawaj!)
Aby wyrazić prośbę, po formie -te (-de) dodaje się kudasai: yomu → yonde → yonde kudasai (proszę czytać!); taberu → tabete → tabete kudasai (proszę jeść!)
Formą grzeczniejszą, formalną są: o-yomi kudasai i o-yomi kudasaimase, gdzie o jest przedrostkiem honoryfikatywnym.
Prośbę negatywną (Proszę nie robić!) tworzy się przez dodanie -de kudasai do formy przeczącej czasownika: yomu → yomanai → yomanaide kudasai (proszę nie czytać!): taberu → tabenai → tabenaide kudasai.

#### Forma życzenia (-tai)
Aby wypowiedzieć życzenie, osoba je wyrażająca dodaje do tematu czasownika końcówkę -tai:
- Gakkō-e ikitai desu. „Chcę iść do szkoły.”

Jeśli czasownik z -tai jest przechodni, dopełnienie na ogół występuje z partykułą -ga (zamiast -o): O-cha-ga nomitai desu. „Chcę napić się herbaty.”
Czasowniki w tej formie odmieniają się, jak przymiotniki: Ikitakatta desu. „Chciałem iść.”; Ikitaku-wa arimasen. „Nie chcę iść.”
Jeśli wyrażane jest życzenie osoby trzeciej, do tematu czasownika dodaje się -tagaru: Kodomo-wa gakkō-e ikitagatte imasu. „Moje dziecko chce iść do szkoły.”; Kodomo-wa gakkō-e ikitagarimasen „Moje dziecko nie chce iść do szkoły.”
Jeśli -tagaru występuje z czasownikiem przechodnim, dopełnienie otrzymuje partykułę -o: Kodomo-wa mizu-o nomitagatte imasu. „Dziecko chce napić się wody.”

#### Dawanie i otrzymywanie

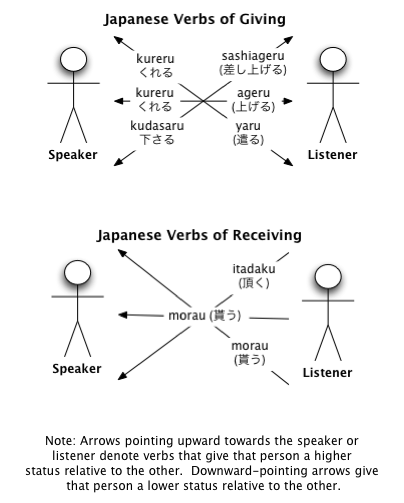
Czasowniki „dawania” i „otrzymywania”

Bardzo istotną rolę pełnią czasowniki opisujące czynności dawania i otrzymywania. Ich użycie jest uzależnione od stosunków pomiędzy dającym i odbierającym. Są to następujące czasowniki: ageru, sashiageru, yaru, morau, itadaku, kureru, kudasaru (zob. schemat po prawej stronie).
- ageru → dawać coś komuś o równym lub niższym statusie: Tomodachi-ni shashin-o agemashita. „Dałem zdjęcie przyjacielowi.”
- sashiageru → dawać coś komuś o wyższym statusie: Sensei-ni shashin-o sashiagemashita. „Dałem zdjęcie profesorowi.”
- yaru → dawać coś komuś o niższym statusie lub zwierzęciu: Otōto-ni shashin-o yarimashita. „Dałem zdjęcie młodszemu bratu.”
- morau → otrzymywać coś od kogoś o równym lub niższym statusie: Tomodachi-ni/kara shashin-o moraimashita. „Otrzymałem zdjęcie od przyjaciela.”
- itadaku → otrzymywać coś od kogoś o wyższym statusie: Sensei-ni/kara shashin-o itadakimashita. „Otrzymałem zdjęcie od profesora.”

Podając coś osobie mówiącej, używa się:
- kudasaru → kiedy ktoś o wyższym statusie daje coś mówiącemu: Sensei-ga shashin-o kudasaimashita. „Profesor dał mi zdjęcie.”
- kureru → kiedy ktoś o równym lub niższym statusie daje coś mówiącemu: Tomodachi-ga shashin-o kuremashita. „Przyjaciel dał mi zdjęcie.”

Gdy używa się tych czasowników w funkcji pomocniczej (po czasowniku w formie -te), oznaczają one robienie czegoś dla kogoś (np. wyświadczanie komuś grzeczności, przysługi):
- Tomodachi-no shigoto-o tetsudatte agemashita. „Pomogłem przyjacielowi w pracy.”
- Otōto-no shigoto-o tetsudatte yarimashita. „Pomogłem młodszemu bratu w pracy.”
- Tomodachi-ni shigoto-o tetsudatte moraimashita. „Przyjaciel pomógł mi w pracy.”
- Sensei-ni shigoto-o tetsudatte itadakimashita. „Profesor pomógł mi w pracy.”
- Sensei-ga shigoto-o tetsudatte kudasaimashita. „Profesor pomógł mi w pracy.”
- Tomodachi-ga shigoto-o tetsudatte kuremashita. „Przyjaciel pomógł mi w pracy.”

W przypadku sashiageru odpowiedniejsza jest forma grzecznościowa o- + temat + suru: Sensei-no shigoto-o o-tetsudai shimashita. „Pomogłem profesorowi w pracy.”

#### Przytoczenie (formy:to iuito omou)
Do przytaczania (cytowania) czyichś słów używa się formy to iu po słownikowej formie czasownika:
- Yamada-san-wa iku to itte imasu. „Pan Yamada mówi, że idzie.”

Aby zmienić na zdanie w czasie przeszłym, należy zmienić formę głównego czasownika:
- Yamada-san-wa iku to iimashita. „Pan Yamada powiedział, że idzie.”

Jeśli w cytowanej wypowiedzi czasownik jest w formie czasu przeszłego, to znaczy, że opisywana akcja odbyła się wcześniej niż relacja o niej:
- Yamada-san-wa itta to iimashita. „Pan Yamada powiedział, że poszedł (lub był tam).”

Formy to iu używa się także w znaczeniu „tak nazywający się” lub „który nazywa się”, również przy podawaniu określonej nazwy, zdefiniowanego określenia:
- Yamada-san to iu hito-o shitte imasu-ka? „Czy znasz pana Yamadę (człowieka, który nazywa się pan Yamada)?”
- 'Hōken-shugi’ to iu kotoba-o shitte imasu-ka? „Czy znasz słowo «feudalizm»?”

Podobną konstrukcję zdania tworzy się w przypadku przedstawiania własnej myśli o kimś, o czymś:
- Yamada-san-wa iku to omoimasu. „Myślę, że pan Yamada pójdzie.”
- Yamada-san-wa iku to omoimashita. „Sądziłem, że pan Yamada pójdzie.”[2][10][15]

#### Pytania
Pytania formuje się za pomocą partykuły か ka stawianej na samym końcu zdania. Można nie dodawać ka, a w zamian zmienić tylko intonację na rosnącą, jednak ten sposób nie jest polecany początkującym. W języku potocznym, przy zwracaniu się np. do przyjaciół, można zastosować partykułę の no. Np. 行くの？ iku no? „(Czy) idziesz?”.

#### Czasowniki przechodnie i nieprzechodnie
W języku japońskim wiele czasowników tworzy pary w postaci przechodnich i nieprzechodnich. Przed czasownikami przechodnimi występuje zwykle dopełnienie z partykułą -o. Czasowniki nieprzechodnie nie mają dopełnienia. Na przykład:
- Mado-o akeru – Otwierać okno (przechodni);
- Mado-ga aku – Okno się otwiera (nieprzechodni).

Niektóre wybrane pary takich czasowników to:
- dasu / deru – wyjmować / wychodzić
- kaeru / kawaru – zmieniać / zmieniać się
- kakeru / kakaru – wieszać / wisieć
- shimeru / shimaru – zamykać / zamykać się

Czasowniki nieprzechodnie bywają używane z rzeczownikiem i partykułą -o, kiedy oznaczają ruch, a partykuła -o wskazuje miejsce ruchu:
- Kuji-ni uchi-o demashita – O dziewiątej wyszedłem z domu.

Czasowniki przechodnie w „formie -te” w połączeniu z aru oznaczają rezultat czyjegoś działania:
- To-ga shimete arimasu – Drzwi są zamknięte[2].

### Przymiotniki 形容詞 (keiyōshi)
Przymiotniki podlegają tym samym prawom odmiany, co czasowniki, gdyż zawierają w sobie znaczenie „być jakimś...”, więc mogą pełnić rolę jedynego orzeczenia w zdaniu, np. zdanie: Mura-ga furui (村が古い) znaczy „Wioska (jest) stara”. Ponieważ przymiotnik furui jest orzeczeniem, można utworzyć jego formę czasu przeszłego furukatta. Mura-ga furukatta (村が古かった) oznacza więc „Wioska (była) stara”. Analogicznie tworzy się przeczenie furuku nai – „nie (jest) stara” i przeczenie czasu przeszłego furuku nakatta – „nie (była) stara”.
Istnieją dwa rodzaje przymiotników: właściwe i quasi-przymiotniki. Z punktu widzenia języka polskiego, japońskie przymiotniki właściwe mają charakter czasowników.

#### Przymiotniki właściwe (lub „i-przymiotniki”)
Są to przymiotniki zakończone na -i, np.: shiroi (biały), kurai (ciemny), omoshiroi (interesujący), kawaii (słodki, milutki).
Mają następujące formy:
- forma słownikowa → akai (czerwony, jest czerwony), omoshiroi (jest ciekawy, interesujący). W wypowiedziach uprzejmych do tej formy dodaje się desu, co tworzy orzeczenie imienne przymiotnikowe: Akai desu „Jest czerwony”;
- forma -ku → akaku (czerwono), omoshiroku (ciekawie). W tym wypadku ma znaczenie przysłówkowe: Akaku narimashita „Stało się czerwono”, Hayaku kite kudasai „Proszę szybko przyjść”;
- forma -ku → służy do tworzenia formy przeczącej czasu teraźniejszego i przeszłego: Akaku (wa) arimasen „Nie jest czerwony”, Akaku (wa) arimasen deshita „Nie był czerwony”;
- forma -ku → w połączeniu z -te służy do łączenia zdań z innym orzeczeniem przymiotnikowym, różnych przymiotników lub zwrotów przymiotnikowych: Akakute kirei desu „Jest czerwony i piękny”, Samukute komarimashita, „Było zimno i byliśmy w trudnej sytuacji”;
- forma -eba → tworzy tryb warunkowy: Akakereba „Jeśli jest czerwony”;
- forma czasu przeszłego twierdzącego: Akakatta „Był czerwony”;
- forma czasu przeszłego przeczącego: Akaku nakatta „Nie był czerwony”[2][10]

Przymiotniki właściwe, które wyrażają uczucia, odnoszą się zazwyczaj do uczuć mówiącego (w pierwszej osobie):
- Ureshii desu. → „Cieszę się bardzo.”

Uczucia wyrażane w drugiej lub trzeciej osobie odnoszą się zwykle do wrażeń zewnętrznych. Dodaje się wówczas -sō lub yō „wydaje się, że”, „wygląda na”, „wygląda jak(by)”:
- Ureshisō desu ne. → „Wyglądasz na szczęśliwego.”, „Wydaje się, że jesteś szczęśliwy (zadowolony).”
- Tanaka-san wa sabishii yō desu. → „Pan Tanaka wygląda na osamotnionego.”

#### Quasi-przymiotniki (lub „na-przymiotniki”)
- forma słownikowa → shizuka (spokojny, cichy), genki (zdrowy, pełen wigoru). W wypowiedziach uprzejmych dodaje się desu, tworząc orzeczenie imienne quasi-przymiotnikowe: Shizuka desu „Jest spokojnie”;
- forma -na → shizuka-na, genki-na. Używa się, gdy quasi-przymiotnik jest przydawkowym określeniem rzeczownika: shizuka-na heya „spokojny cichy pokój”, genki-na kodomo „zdrowe, pełne energii dziecko”;
- forma -de → łączy przymiotniki lub zdania: Shizuka-de hiroi heya deshita „Był to cichy i obszerny pokój”;
- forma -ni → tworzy przysłówek: Shizuka-ni heya-o dete ikimashita „Cicho wyszedł z pokoju”.
- przyrostek -teki → jest zaliczany czasem do formy -na, gdyż po nim dodawana jest m.in. ta forma, ale formalnie jest to przyrostek tworzący formę przymiotnikową. Po polsku jest tłumaczony jako: „-owy”, „-iczny” i dodawany do niektórych rzeczowników: kagaku-teki na chishiki „wiedza naukowa”, kyōiku-teki na tachiba „pedagogiczny punkt widzenia”[2][12]

### Przysłówki 副詞 (fukushi)
Z przymiotników właściwych można tworzyć przysłówki poprzez dodanie -ku w miejsce -i:
- akai, „czerwony” → akaku, „czerwono” → Akai desu., „Jest czerwony.” → Akaku narimashita., „Stało (zrobiło) się czerwono.”;
- hayai, „szybki” → hayaku, „szybko” → Hayaku kite kudasai., „Proszę szybko przyjść.”.

Z quasi-przymiotników można tworzyć przysłówki poprzez dodanie -ni:
- Shizuka-ni heya-o dete ikimashita., „Cicho wyszedł z pokoju.”

Wyjątki:
- ii „dobry”, „w porządku”, „przyjemny” → zmienia się w yoku, „dobrze”, „prawidłowo” „umiejętnie”;
- kakkoii → „atrakcyjny”, „elegancki”, „modny” (bliski ang. cool) → zmienia się w kakkoyoku, „atrakcyjnie”, „elegancko”.

### Język japoński a język polski
Słownictwo japońskie dociera do języka polskiego głównie wskutek promieniowania oryginalnej kultury japońskiej: poprzez film, literaturę, kuchnię, sporty walki, mangę, anime. Zapożyczenia to takie m.in. słowa, jak: aikido, anime, bonsai, bonseki, bunraku, dżudo, gejsza, haiku, ikebana, kabuki, kamikaze, karaoke, karate, karōshi, katana, kendo, kimono, manga, mikado, ninja, nō, nori, origami, otaku, riksza, sake, samuraj, sashimi, shamisen, shinkansen, shintō, siogun, sudoku, sumō, sushi, tanka, tempura, tofu, tsunami, wasabi, yakuza, zaibatsu, zen.

### Wpływy innych języków
Bardzo duży wpływ miał język chiński – ilość słownictwa pochodząca z chińskiego jest porównywalna z ilością słownictwa rdzennie japońskiego, o ile nie większa. Pewna liczba słów pochodzi również z języka Ajnów (np. nazwy geograficzne na Hokkaido).
Pewna grupa zapożyczeń pochodzi z: portugalskiego (np. pan od pão, chleb), niderlandzkiego (bīru od bier, piwo), niemieckiego (arubaito od Arbeit, praca w niepełnym wymiarze godzin; praca dorywcza), francuskiego (apuregēru od après-guerre, powojenny). Słowa pochodzenia zagranicznego – z wyłączeniem języka chińskiego – zapożyczone z języków zachodnich nazywają się gairaigo, a ponieważ są przeważnie zapisywane pismem sylabicznym katakana, nazywane są również katakana-go (ang. katakana words).
Współcześnie głównym źródłem nowych słów jest język angielski. Szczególną grupę zapożyczeń stanowią wasei-eigo – japońskie słowa utworzone z angielskich morfemów, czasem w niewielkim związku z ich pierwotnym znaczeniem – przykładem może być słowo wōkuman – walkman czy nō-surību „podkoszulek” (od ang. no + sleeve „bez rękawów”).

## Język japoński w Palau
W Republice Palau, niewielkim państwie wyspiarskim na Pacyfiku, liczącym około 18 tys. ludności (2020), jednym z 16 stanów jest Angaur zamieszkiwany przez 120 osób. Stan ten, jak i każdy z pozostałych posiada swoją konstytucję. W artykule XII wymienione są trzy języki urzędowe tego stanu: palau, angielski, japoński. Ministerstwo Spraw Zagranicznych Japonii w „wizytówce” Palau wymienia jedynie języki: palau i angielski.
Nauczanie języka japońskiego w Palau rozpoczęło się w 1914 r., gdy Japończycy przejęli wyspy. W przeciwieństwie do Japończyków ani Hiszpanie, ani Niemcy nie stworzyli kompleksowego systemu szkolnego dla mieszkańców, chociaż misjonarze założyli kilka szkół. Edukacja w języku japońskim trwała do końca II wojny światowej.